# Chronotrope
Le terme chronotrope (du grec ancien χρόνος, khrónos : « temps » et τρόπος tropos : « tourner, direction ») est un adjectif, qui associé à un facteur, peut être positif ou négatif. Il représente la variation de la fréquence cardiaque et est utilisé essentiellement pour qualifier un médicament : chronotrope positif, il accélère la fréquence cardiaque, c'est le cas de la noradrénaline sympathique. Au contraire, s'il est chronotrope négatif, il le ralentit, c'est le cas de l'acétylcholine parasympathique.
Le substantif dérivé est le chronotropisme.

## Autres termes de la même catégorie
- Bathmotrope ;
- Dromotrope ;
- Inotrope ;
- Lusitrope.